# Afrotropiske zone
Den afrotropiske zone er en af Jordens otte økozoner. Det omfatter Afrika syd for Sahara, den sydlige Arabiske Halvø, øen Madagaskar og øerne i det vestlige Indiske Ocean. Den var tidligere kendt som Etiopisk zone eller Etiopisk region.